# 三裂中南悬钩子
三裂中南悬钩子（学名：Rubus grayanus var. trilobatus）为蔷薇科悬钩子属下的一个变种。

## 扩展阅读
- 維基物種上的相關：三裂中南悬钩子